# Renzo Gracie
Renzo Gracie (prononcé « Henzo ») né le 11 mars 1967 à Rio de Janeiro au Brésil, est un expert en jiu-jitsu brésilien et membre de la célèbre famille Gracie.
Renzo est frère de Ralph Gracie et Ryan Gracie et cousin de Royce Gracie et Rickson Gracie.
Il a combattu dans de nombreuses compétitions de JJB et a remporté deux titres de champion ADCC. Il a également pris part à de fameux tournois de combat libre tels que le PRIDE Fighting Championships, le King of Kings, le Martial Arts Reality Superfighting (MARS) et le World Combat Championship.
Renzo est l'instructeur principal de la Renzo Gracie Academy de Midtown, à Manhattan. Il possède également une école à Ottawa dont l'instructeur principal est un de ses anciens élèves, Pat Cooligan.
De nombreux pratiquants de JJB et combattants de MMA se sont entrainés avec Renzo tels Rodrigo Gracie, Matt Serra, Ricardo Almeida, Sean Alvarez, Georges St-Pierre, Frank Edgar, Rolles Gracie, Chris Weidman, Kyra Gracie et Roy Nelson.

## Palmarès en MMA
| Résultat      | Record     | Adversaire            | Méthode                                                   | Événement                          | Date              | Round | Temps | Lieu                           | Notes                                                    |
| ------------- | ---------- | --------------------- | --------------------------------------------------------- | ---------------------------------- | ----------------- | ----- | ----- | ------------------------------ | -------------------------------------------------------- |
| Défaite       | 13-7-1 (1) | Matt Hughes           | TKO (coups de poing)                                      | UFC 112: Invincible                | 10 avril 2010     | 3     | 4:40  | Abou Dabi, Émirats arabes unis |                                                          |
| Victoire      | 13-6-1 (1) | Frank Shamrock        | Disqualification (coup de genou sur un adversaire au sol) | EliteXC: Destiny                   | 10 février 2007   | 2     | 2:00  |                                |                                                          |
| Victoire      | 12-6-1 (1) | Carlos Newton         | Décision partagée                                         | IFL World Team Championships       | 31 décembre 2006  | 3     | 5:00  |                                |                                                          |
| Victoire      | 11-6-1 (1) | Pat Miletich          | Soumission (étranglement en guillotine)                   | IFL: Gracie vs. Miletich           | 23 septembre 2006 | 1     | 3:37  |                                |                                                          |
| Défaite       | 10-6-1 (1) | B.J. Penn             | Décision unanime                                          | K-1-World Grand Prix Hawaii        | 29 juillet 2005   | 3     | 5:00  |                                |                                                          |
| Défaite       | 10-5-1 (1) | Carlos Newton         | Décision partagée                                         | Pride Bushido 1                    | 5 octobre 2003    | 2     | 5:00  |                                |                                                          |
| Défaite       | 10-4-1 (1) | Shungo Oyama          | Décision unanime                                          | Pride 21: Demolition               | 23 juin 2002      | 3     | 5:00  |                                |                                                          |
| Victoire      | 10-3-1 (1) | Michiyoshi Ohara      | Décision unanime                                          | Pride 17: Championship Chaos       | 3 novembre 2001   | 3     | 5:00  |                                |                                                          |
| Défaite       | 9-3-1 (1)  | Dan Henderson         | KO (coup de poing)                                        | Pride 13: Collision Course         | 25 mars 2001      | 1     | 1:40  |                                |                                                          |
| Défaite       | 9-2-1 (1)  | Kazushi Sakuraba      | Soumission (kimura)                                       | Pride 10: Return of the Warriors   | 27 août 2000      | 2     | 9:43  |                                |                                                          |
| Défaite       | 9-1-1 (1)  | Kiyoshi Tamura        | Décision unanime                                          | Rings: King of Kings 1999 Final    | 26 février 2000   | 2     | 5:00  |                                |                                                          |
| Victoire      | 9-0-1 (1)  | Maurice Smith         | Soumission (clé de bras)                                  | Rings: King of Kings 1999 Block B  | 22 décembre 1999  | 1     | 0:50  |                                |                                                          |
| Victoire      | 8-0-1 (1)  | Wataru Sakata         | Soumission (clé de bras)                                  | Rings: King of Kings 1999 Block B  | 22 décembre 1999  | 1     | 1:25  |                                |                                                          |
| Victoire      | 7-0-1 (1)  | Alexander Otsuka      | Décision                                                  | Pride 8                            | 21 novembre 1999  | 2     | 10:00 |                                |                                                          |
| Victoire      | 6-0-1 (1)  | Sanae Kikuta          | Soumission (étranglement en guillotine)                   | Pride 2                            | 15 mars 1998      | 6     | 0:43  |                                |                                                          |
| Égalité       | 5-0-1 (1)  | Akira Shoji           | Égalité                                                   | Pride 1                            | 11 octobre 1997   | 3     | 10:00 |                                |                                                          |
| Sans décision | 5-0 (1)    | Eugenio Tadeu         | Sans décision                                             | Pentagon Combat                    | 27 septembre 1997 | 1     | 14:45 | Brésil                         | Des spectateurs se sont introduits sur l'aire de combat. |
| Victoire      | 5-0        | Oleg Taktarov         | KO (coup de pied montant)                                 | Martial Arts Reality Superfighting | 22 novembre 1996  | 1     | 1:02  |                                |                                                          |
| Victoire      | 4-0        | James Warring         | Soumission (étranglement)                                 | WCC 1: First Strike                | 17 octobre 1995   | 1     | 2:47  |                                |                                                          |
| Victoire      | 3-0        | Phil Benedict         | Soumission (coups)                                        | WCC 1: First Strike                | 17 octobre 1995   | 1     | 2:08  |                                |                                                          |
| Victoire      | 2-0        | Ben Spijkers          | Soumission (étranglement)                                 | WCC 1: First Strike                | 17 octobre 1995   | 1     | 2:38  |                                |                                                          |
| Victoire      | 1-0        | Luiz Augusto Alvareda | Soumission (étranglement arrière)                         | Desafio: Gracie Vale Tudo          | 1er janvier 1992  | 1     | 7:03  |                                |                                                          |